# جاكوب ديغروم
جاكوب أنتوني ديغروم (بالٳنجليزية: Jacob Anthony deGrom) هو لاعب بيسبول أمريكي محترف في فريق نيويورك ميتس في دوري البيسبول الرئيسي (MLB). ولد يوم 19 يونيو سنة 1988، وقبل اللعب بشكل احترافي، التحق ديجروم بجامعة ستيتسون ولعب البيسبول الجامعي مع فريق ستيتسون هاترز.
بدأ ديغروم لعب البيسبول في مركز الشوت ستوبر قبل أن يتحول إلى رامي خلال سنته الأولى في ستيتسون. اختاره فريق نيويورك ميتز في الجولة التاسعة من مشروع دوري كرة القاعدة الرئيسي لسنة 2010، وظهر لأول مرة في الدوري مع ميتس في 15 مايو سنة 2014. في ذلك العام، توّج ديغروم بلقب مبتدأ الدوري الوطني للشهر مرتين، وكذالك بلقب مبتدئ العام. في أعوام 2015 و 2018 و 2019 تم اختيار ديغروم ليكون في فريق كل نجوم الدوري. في عام 2018، كان ديغروم هو قائد الموسم في متوسط الاشواط المكتسبة وفاز كذالم بجائزة أفضل رامي في الدوري.

## بداية مسيرته
التحق ديغروم بأكاديمية كالفاري كريستيان في أورموند بيتش بولاية فلوريدا، حيث لعب لفرق البيسبول وكرة السلة بالمدرسة. وبصفته أحد كبار السن، عينت جمعية الكتاب الرياضيين في فلوريدا ديغروم في فريق فلوريدا الثاني، وشارك في بطولة البيسبول للشباب، حيث ٳكتشفه المدربون في فريق ستيتسون هاترز، فريق البيسبول الجامعي بجامعة ستيتسون.
وعندما لم يتم ٳختياره في مشروع دوري كرة القاعدة الرئيسي خارج المدرسة الثانوية، التحق ديجروم في جامعة ستيتسون ولعب لصالح فريق ستيتسون هاترز. وشارك في دور الشورت ستوب خلال مواسمه الرياضية في السنة الأولى والثانية في الجامعة. وعلى الرغم من أنه كان يعتبر لاعبًا جيدًا مع ذراع قوية، إلا أن ديغروم كان ضاربًا خفيفًا، بحيث كان متوسط الضرب لديه هو 2.63. وقد ظهر لأول مرة بدور رامي الكرة في مايو 2009، ليتلقى ديجروم بعدها دعوة للعب البيسبول الصيفي الجماعي في دوري فلوريدا مع فريق ديلاند صنز، الأمر الذي رفضه بعد ٳكتشافه أنهم يريدون منه أن يلعب دور الرامي.
عندما عاد ديغروم إلى ستيتسون هاترز في السنة الثالثة، استخدمه الفريق كرامي كرة ٳحتياطي، ولعب دور الرامي الختامي، بالإضافة إلى لعبه دور الشورت ستوب كدور أساسي. وسرعان ما أصبح أحد أفضل رماة الفريق، لذلك أصبح الفريق خلال منتصف الموسم يعمل على مناوبته مع الرامي الأساسي. فالإضافة إلى الرمية السريعة، تعلم ديغروم كيفية رمي الرمية المنزلقة والرمية المتغيرة. بدأ كشافة دوري كرة القاعدة الرئيسي في ملاحظة ديغروم عندما قدم ضربة خرافية ضد اللاعب كريس سيل من جامعة ساحل خليج فلوريدا.والتي حقق بها أفضل حركة هوم ران (home run) في الموسم. وقد قام بـ 12 بداية لفريق ستيتسون هاترز، محققًا رقمًا قياسيًا 4-5 سجل فوز وخسارة بمتوسط ضرب عالي هو 4.48.

## حياته الشخصية

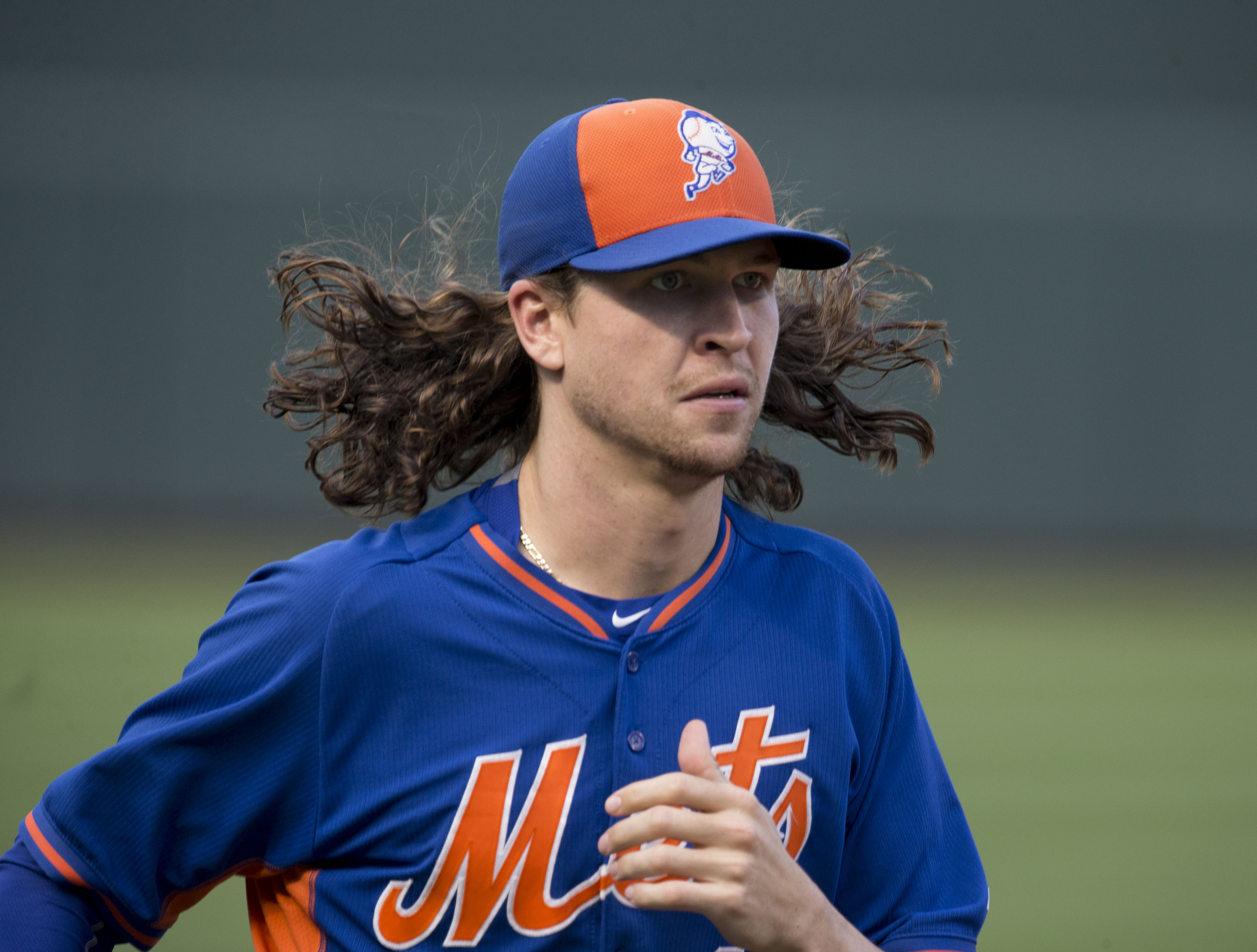
ديغروم سنة 2015 بالشعر الطويل

جاكوب ديغروم من ديليون سبرينجز بولاية فلوريدا. نشأ مع والديه، توني موظف خط في شركة إيه تي آند تي، وتامي ممثلة خدمة العملاء لبرنامج مكافآت بطاقات الائتمان. بنى توني قفصًا للضرب في الفناء الخلفي لابنه لكي يتدرب فيه. فديغروم ينسب الفضل لوالده في شدته الهادئة وتواضعه. هو الأصغر بين الأبناء الثلاتة. هو وشقيقتيه سارة وجيسيكا.

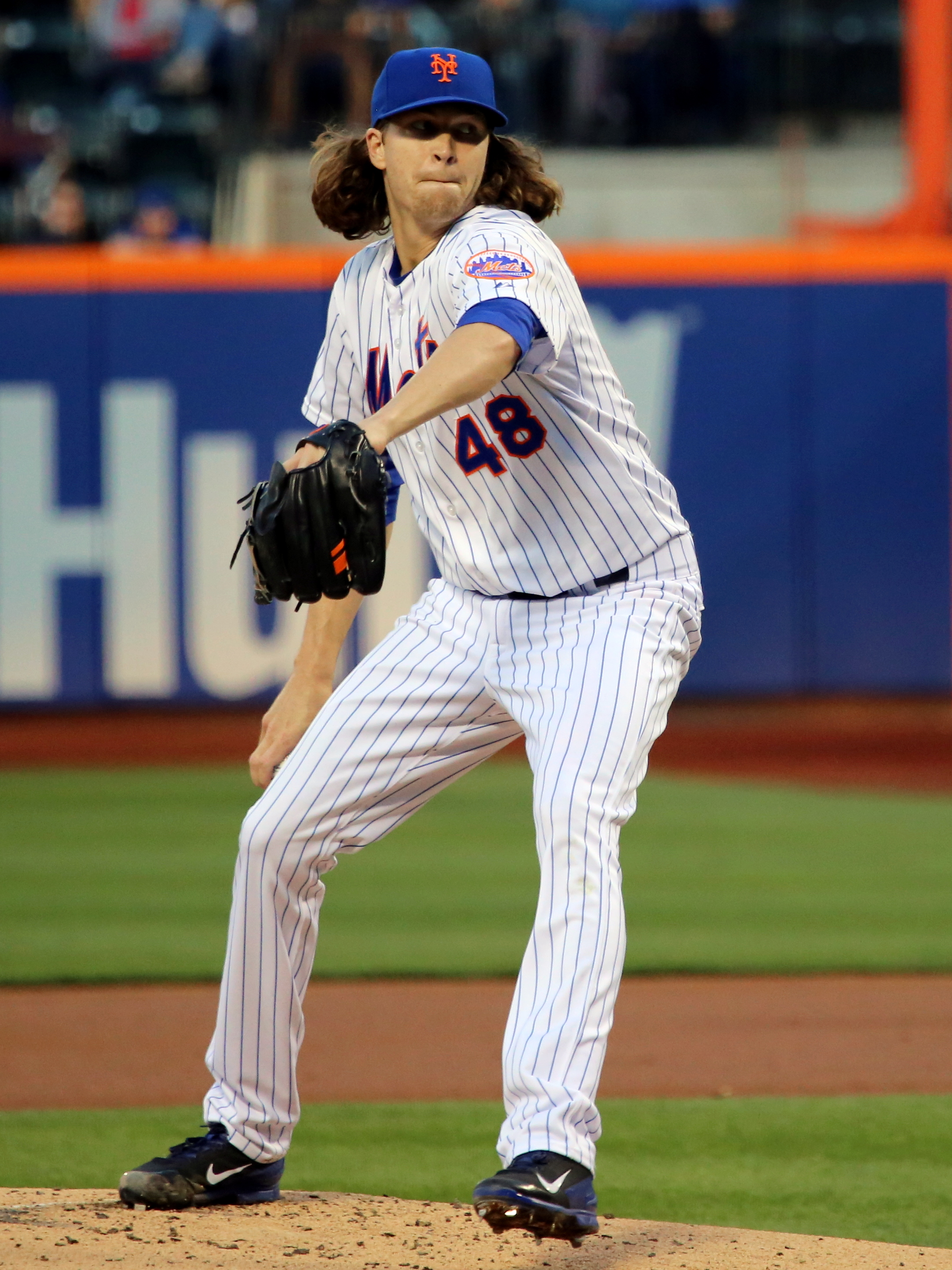
ديغروم مع فريقه نيويورك ميتس سنة 2015

بعد فترة وجيزة من تخرجه من المدرسة الثانوية، التقى ديجروم بزوجته ستايسي. تزوجا في نوفمبر سنة 2014، ويعيشان في ديلاند، في فلوريدا. يربيان كلب موركي، ولديهما ابنهما الأول جاكسون، والذي ولد في أبريل سنة 2016. وولد طفلهما الثاني في فبراير سنة 2018، وهي ٳبنة اسمها أنيستون.
في ستيتسون، بدأ ديغروم بترك شعره ينمو بشكل أطول. وأدت بداياته مع فريق نيويورك ميتس إلى ظهور الهاشتاج الرائج على تويتر في ذالك الوقت "hairwego#". ألهم شعره لهدية ترويجية تسمى «قبعة شعر جاكوب دي جروم» في ملعب سيتي فيلد خلال موسم 2016. ذكر فيما بعد أن ضارب كرة في دوري كرة القاعدة الرئيسي لم يحب ذكر اسمه قال له إن شعره جعل من الصعب عليه ٳلتقاط الكرة بيده، قال ديغروم في عام 2016 إنه لن يقص شعره أبدًا. ومع ذلك، قام بقصه خلال موسم 2017-2018، قائلاً إن القيام بذلك يمكن أن يضيف سرعة إلى ضربته السريعة، كما أنه سئم من الشعر الطويل. والجدير بالذكر أن ديغروم قد فاز بجائزة أفضل رامي كرة في دوري البيسبول مرتين منذ قص شعره.
يعتبر ديغروم صديقًا مقربًا لزملائه في فريق نيويورك ميتس ستيفن ماتز ونوح سيندرجارد والذين بدأوا اللعب في مركز الرماة، بالإضافة إلى رماة الفريق السابقين مات هارفي وزاك ويلر.

## روابط خارجية
- جاكوب ديغروم على موقع دوري كرة القاعدة الرئيسي (الإنجليزية)
- جاكوب ديغروم على موقعبيزبول رفرنس.كوم (الدوري الرئيسي) (الإنجليزية)
- جاكوب ديغروم على موقعبيزبول رفرنس.كوم (الدوري الثانوي) (الإنجليزية)
- جاكوب ديغروم على موقع إي إس بي إن.كوم (أم.أل.بي) (الإنجليزية)
- جاكوب ديغروم على موقع مشجعي الرسوم البيانية (الإنجليزية)